# Heat of the Moment
"Heat of the Moment" foi o primeiro single lançado pela banda de rock progressivo Asia em 1982 em seu álbum de estréia homônimo. A canção foi a mais popular do álbum, e um grande sucesso nos EUA, atingindo o pico máximo de # 1 na Billboard Mainstream Rock e # 4 na parada de singles Billboard Top Singles. Foi escrita por John Wetton e Geoff Downes.

## Desempenho gráfico
| Parada (1982)                | Posição |
| ---------------------------- | ------- |
| UK Singles Chart             | 46      |
| Canadian RPM Top Singles     | 4       |
| Dutch GfK chart              | 33      |
| Dutch Top 40                 | 34      |
| Irish Singles Chart          | 30      |
| Swiss Singles Chart          | 2       |
| US Billboard Pop Singles     | 4       |
| US Billboard Mainstream Rock | 1       |